# Biserica „Sf. Voievozi” din Cioroiu
Biserica „Sfinții Voievozi” din satul Cioroiu, comuna Fălcoiu, județul Olt este un monument istoric cu codul OT-II-m-B-08821. 

## Istoric
Amplasată în vatra satului, la sud de râul Olteț, pe terasa înaltă a acestuia, construcția a început în anul 1783 și a fost terminată în anul 1796, așa cum se arată și în pisania de deasupra intrării.
Pisania, care conține informații despre ctitori și data construcției, are următorul conținut: „Această Sfântă și Dumnezeiască mănăstire a făcut-o din temelie Popa Matei Ghinescu ot. Cioroi, sin Dumitru Ghinescu, cu hramul mai marilor voievozi, Mihail și Gavriil și al tuturor sfinților îngeri, în zilele ale Prea Luminatului domn Ion Alexandru Ipsilante Vodă, și s-au început în luna iulie, în zilele 31, anul 1783, și s-a împodobit cu toată cheltuiala Sfinției Sale, după cum se vede lucrată și sfârșită în anul 1796”.

## Descriere clădire
Biserica are în față un pridvor deschis cu patru coloane libere și două coloane angajate. Arcadele dintre coloane sunt treflate. Tâmpla este făcută tot dintr-un zid gros ca și restul construcției și este alcătuită tot din coloane. La început a fost o mănăstire fortificată.
Pictura este executată în stil neobizantin și a fost făcută de Oprea Zugravul ot. Craiova. În exterior, pe peretele de sud al pronaosului, este scris cu vopsea neagră numele zugravului Oprea și anul 1796, când s-a terminat construcția. În pronaos, lucrate în frescă se văd chipurile ctitorilor, îmbrăcați în costume boierești de epocă. De menționat că în dreapta pronaosului, este zugrăvit portretul lui Oprea zugravul și al ucenicului său, Manole.

## Lucrări de renovare și restaurare
În decursul timpului, biserica a suferit stricăciuni, din care cauză a fost reparată și întărită de mai multe ori. În anul 1839, în urma unui mare cutremur, s-au format crăpături în naos și pronaos, precum și la turlă. Reparații au fost făcute la acoperiș în anul 1880 și în anul 1915. În anul 1939, biserica a fost renovată radical, pictura fiind spălată. În anul 1940, ca urmare a unui cutremur, biserica a suferit mai mult la turlă, dar și zidurile au crăpat, astfel încât a fost necesară consolidarea cu fier.
Monumentul are dimensiuni modeste și este așezat în afara marilor drumuri turistice, dar cu toate acestea este necesar să i se acorde mai multă grijă pentru că este impresionant prin caracteristicile lui arhitectonice și picturale.

## Galerie foto